# Dale, Indiana
Dale är en kommun (town) i Spencer County i Indiana. Vid 2010 års folkräkning hade Dale 1 593 invånare.